# Anthene nigrocaudata
Anthene nigrocaudata är en fjärilsart som beskrevs av Arnold Pagenstecher 1902. Anthene nigrocaudata ingår i släktet Anthene och familjen juvelvingar. Inga underarter finns listade i Catalogue of Life.